# Clark Abt
 (janvier 2016).
Si vous disposez d'ouvrages ou d'articles de référence ou si vous connaissez des sites web de qualité traitant du thème abordé ici, merci de compléter l'article en donnant les références utiles à sa vérifiabilité et en les liant à la section « Notes et références ».
Clark C. Abt est un chercheur américain né le 31 août 1929 à Cologne en Allemagne. Il a obtenu sa citoyenneté américaine en 1945 à l'âge de 16 ans. 

## Biographie
En 1937, Clark Abt s'établit aux États-Unis. En 1947, il entre comme étudiant en génie aéronautique au Massachusetts Institute of Technology. Il obtient un diplôme de baccalauréat en génie général en 1951. Il sert quatre mois dans la marine marchande comme matelot, suivie d'une année à l'Université Johns Hopkins en tant qu'instructeur anglais où il obtint une maîtrise du Département de l'écriture, de la parole et du Drama pour cette thèse de maîtrise, Une année de poèmes.
Il s'est marié avec Wendy Peter le 3 novembre 1971. Il a deux enfants, un garçon, Thomas, et une fille, Emily.

## Réalisations
Il est connu pour son œuvre intitulée Serious Games (1970), qui présente les fondements du concept de jeu sérieux tel que nous le connaissons aujourd'hui. 
Dans ses écrits, il voit dans le jeu de société, le jeu de plein air, le jeu de rôle et le jeu sur ordinateur (très peu développé à cette époque), des supports pour diffuser des messages éducatifs, politiques, marketing, etc. L’intérêt de ce chercheur pour tous les types de jeux sérieux découle certainement de sa participation au développement de TEMPER, l'un des premiers jeux de guerre informatisés destiné à prendre en compte le contexte de la guerre froide.
Il envisage le jeu comme un moyen de formation qui permet de développer des compétences. La vision de Abt est particulièrement claire et visionnaire pour l'époque, et donc une source d'inspiration encore applicable aujourd'hui dans le domaine du jeu sérieux.